# 芳草湖市
芳草湖市是2010年5月中国新疆生产建设兵团党委规划建设的师团级县级市。以农六师在呼图壁县、玛纳斯县开辟的芳新垦区（芳草湖垦区）新建芳草湖市，包括辖区内芳草湖农场、新湖农场、一〇六团，规划面积 2129平方公里，总人口10.44万人，市政府拟驻现芳草湖总场下辖的正繁户镇。